# Offensive Dniepr-Carpates
 (juin 2021).
Si vous disposez d'ouvrages ou d'articles de référence ou si vous connaissez des sites web de qualité traitant du thème abordé ici, merci de compléter l'article en donnant les références utiles à sa vérifiabilité et en les liant à la section « Notes et références ».
Seconde Guerre mondiale
Batailles
Front de l’Est

Prémices :
- Campagne de Pologne
- Guerre d’Hiver

Guerre germano-soviétique :
- 1941 : L'invasion de l'URSS

- Opération Barbarossa

Front nord : 
- Guerre de Continuation
- Opération Silberfuchs
- Siège de Léningrad

Front central : 
- 2e bataille de Brest-Litovsk
- Bataille de Białystok–Minsk
- 1re bataille de Smolensk
- Bataille de Kiev

Front sud : 
- Siège d'Odessa
- Campagne de Crimée

- 1941-1942 : La contre-offensive soviétique

Front nord : 
- Poche de Demiansk
- Poche de Kholm

Front central : 
- Bataille de Moscou

Front sud : 
- Seconde bataille de Kharkov

- 1942-1943 : De Fall Blau à 3e Kharkov

Front nord : 
- Offensive de Siniavino
- Opération Iskra
- Bataille de Krasny Bor
- Opération Poliarnaïa Zvezda

Front central : 
- Opération Mars

Front sud : 
- Bataille du Caucase (opération Fall Blau)
- Bataille de Stalingrad
- Opération Uranus
- Opération Saturne
- Offensive d'Ostrogojsk-Rossoch
- Offensive de Voronej-Kastornoe
- Opération Gallop
- Opération Étoile
- Troisième bataille de Kharkov

- 1943-1944 : Libération de l'Ukraine et de la Biélorussie

Front central : 
- 2e bataille de Smolensk
- Opération Bagration

Front sud : 
- Bataille de Koursk
- Bataille du Dniepr
- Offensive Dniepr-Carpates
- Offensive de Crimée
- Offensive de Lvov-Sandomir

- 1944-1945 : Campagnes d'Europe centrale et d'Allemagne

Allemagne : 
- Offensive Vistule-Oder
- Offensive de Poméranie orientale
- Siège de Breslau
- Offensive de Prusse-Orientale
- Bataille de Königsberg
- Bataille de Seelow
- Bataille de Bautzen
- Bataille de Berlin
- Capitulation allemande

Front nord et Finlande : 
- Guerre de Laponie
- Offensive Leningrad-Novgorod
- Bataille de Narva

Europe orientale : 
- Opération Margarethe
- Insurrection de Varsovie
- Soulèvement national slovaque
- Opération Panzerfaust
- Bataille de Budapest
- Opération Frühlingserwachen
- Offensive de Vienne
- Insurrection de Prague
- Offensive de Prague
- Bataille de Slivice

Front d’Europe de l’Ouest

Campagnes d'Afrique, du Moyen-Orient et de Méditerranée

Bataille de l’Atlantique

Guerre du Pacifique

Guerre sino-japonaise

Théâtre américain
L’offensive Dniepr-Carpates est une offensive stratégique menée du 24 décembre 1943 au 14 avril 1944 par les 1er, 2e, 3e et 4e fronts d'Ukraine et le 1er front de Bielorussie contre le groupe d'armées Sud, dans le but de reprendre les territoires d'Ukraine et de Moldavie occupés par les forces de l'Axe. Cette opération amène l'Armée rouge aux portes de la Roumanie et de la Pologne, détruisant 18 divisions allemandes et roumaines et en réduisant 68 autres à moins de la moitié de leur effectif.

## Contexte historique

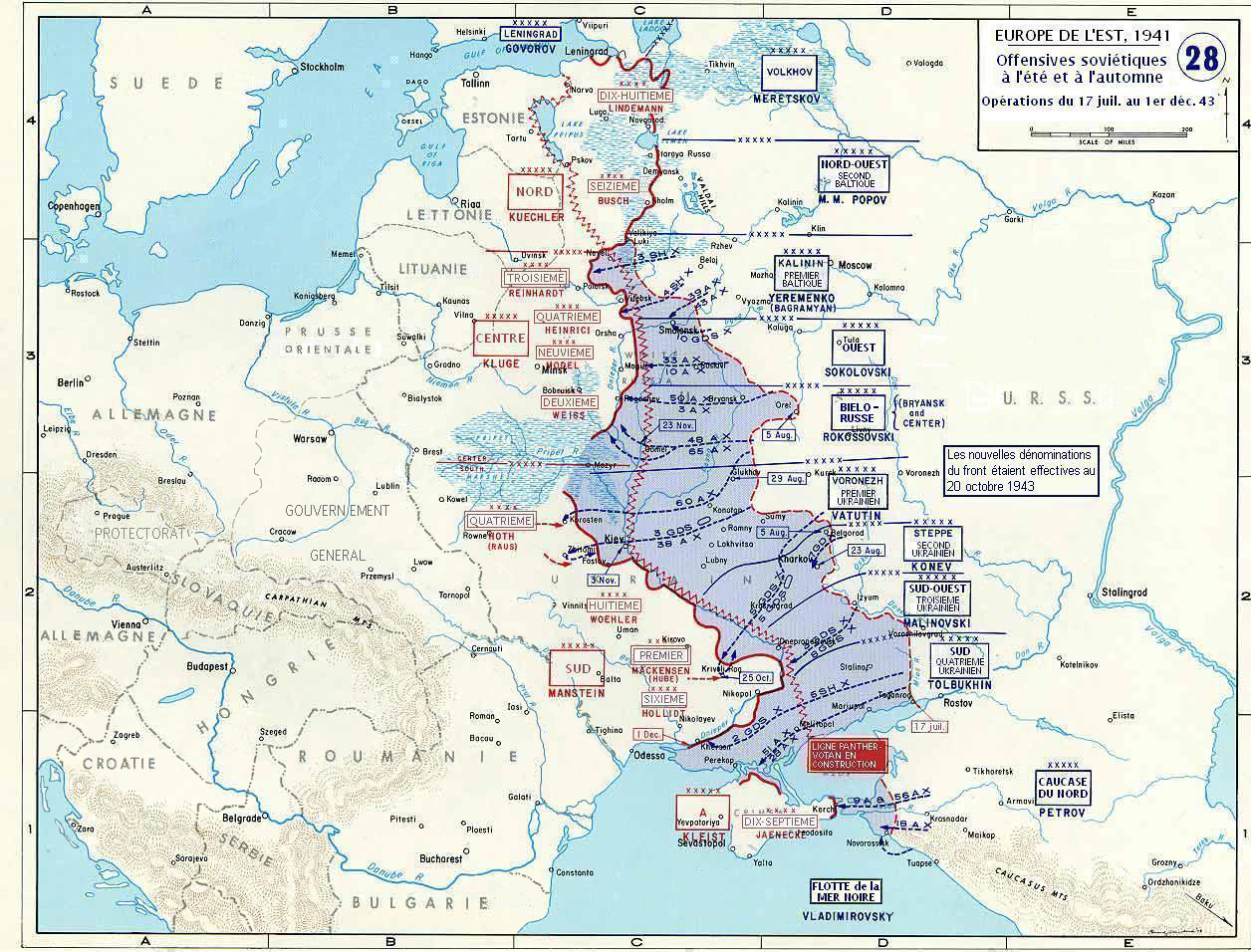
Carte de la bataille du Dniepr, 1943
(carte établie par les services de l'armée des États-Unis).

Dans le cadre de la bataille du Dniepr à l'automne 1943 qui permet de libérer la rive gauche et l'Est de l'Ukraine et de percer les positions de la 17e armée allemande en Crimée, plusieurs têtes de pont soviétiques sont établies à travers le Dniepr, qui seront le fer de lance de l'offensive.
La Wehrmacht se retrouve désavantagée par la directive no 51 de Hitler qui donne l'ordre de rester sur la défensive, les renforts allemands futurs étant déployés en Europe de l'Ouest occupée afin de contrer l'invasion anglo-américaine, attendue de pied ferme.

## Ordre de bataille

### Axe
Groupe d'armées Sud d'Erich von Manstein comprenant :
- 4e Panzer-Armee du général Erhard Raus, région de Jytomyr ;
- 1re Panzer-Armee de Hans-Valentin Hube, Sud de Tcherkassy ;
- 8e armée allemande d'Otto Wöhler, région de Kirovohrad ;
- 6e armée allemande de Maximilian de Angelis, reformée après la bataille de Stalingrad.

Groupe d'armées A d'Ewald von Kleist comprenant :
- 3e armée roumaine de Petre Dumitrescu, Nord de la Crimée ;
- 17e armée allemande en Crimée, non concernée par cet article.

S'ajoutait également la 1re armée hongroise d'István Náday (en) maintenue en réserve par von Manstein ainsi qu'un soutien aérien de la Luftflotte 4 de la Luftwaffe.

### URSS
1er front ukrainien (Nikolaï Vatoutine) :
- 1re armée de la Garde ;
- 60e armée soviétique ;
- 40e armée soviétique ;
- 6e armée blindée de la Garde.

2e front ukrainien (Ivan Konev) :
- 27e armée soviétique ;
- 7e armée de la Garde ;
- 53e armée soviétique ;
- 5e armée de l'air.

Les 5e armée de la Garde, la 2e armée blindée de la Garde sont par ailleurs maintenues en réserve.
3e front ukrainien (Rodion Malinovski) :
- 46e armée soviétique ;
- 57e armée soviétique ;
- 8e armée de chars de la Garde ;
- 37e armée soviétique.

La 6e armée soviétique est par ailleurs maintenue en réserve.
4e front ukrainien (Fiodor Ivanovitch Tolboukhine) :
- 2e armée de la Garde ;
- 5e armée de la Garde ;
- divisions roumaines alliées « Tudor Vladimirescu » (Nicolae Cambrea et Iacob Teclu) et « Horia-Cloșca-Crișan » (Mihail Lascăr) ;
- Flotte de la mer Noire.

## L'offensive

### Première phase
Elle peut se diviser en cinq offensives.

#### OffensiveJytomyr-Berdytchiv

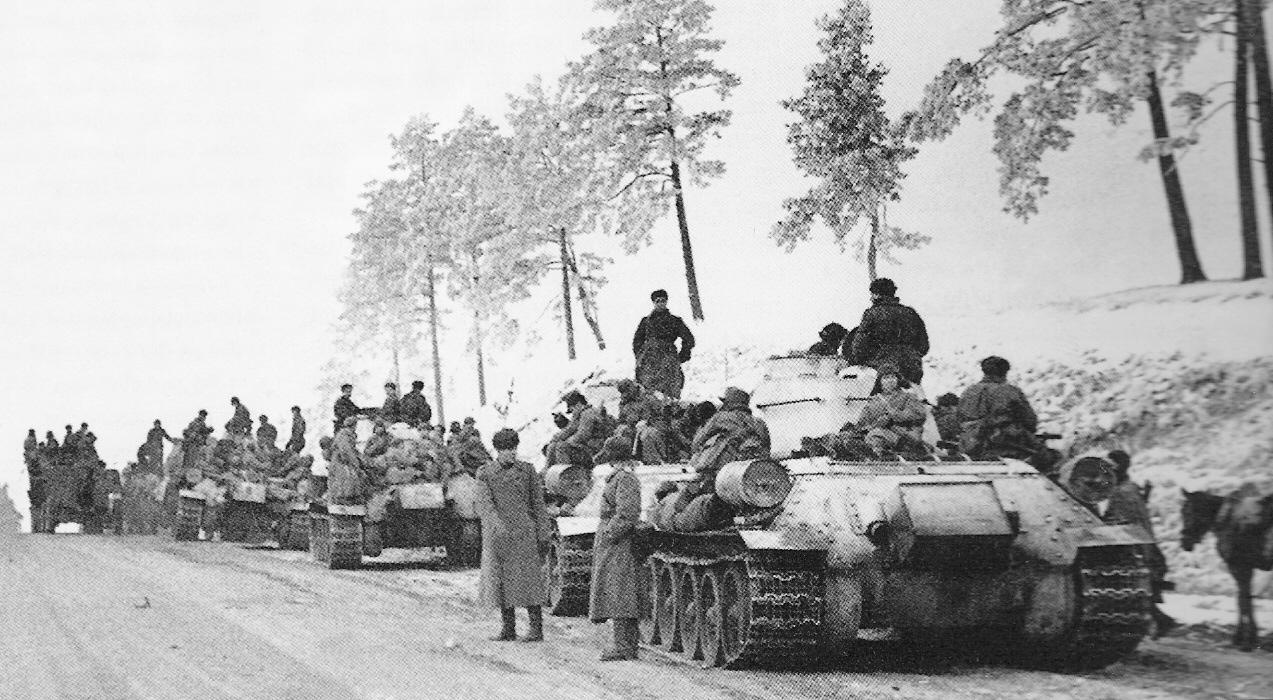
Forces blindées soviétiques progressant vers Jytomyr, janvier 1944 guerre mondiale.

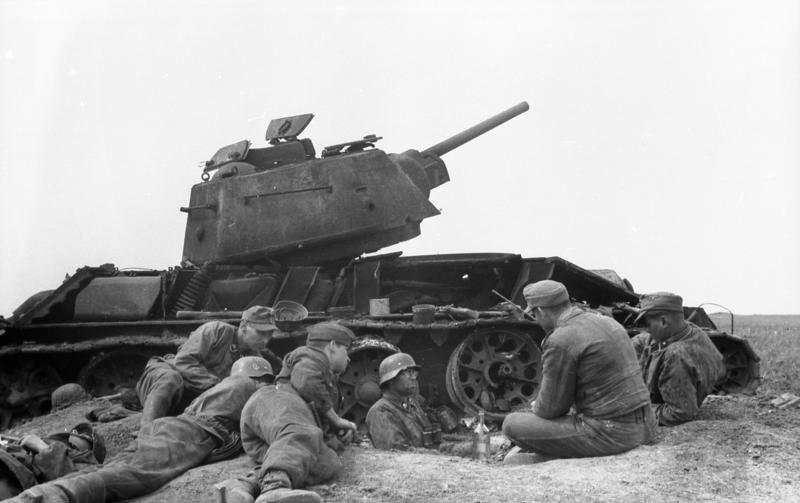
soldats allemands devant un T-34.

Lancée le 24 décembre 1943 par le 1er front ukrainien de Nikolaï Vatoutine, elle vise à percer les positions de la 4e Panzer-Armee au sud de Kiev. Manstein tente de contre-attaquer avec Raus mais échoue en raison de l'absence de renforts. Le 27 décembre, il demande à Hitler la permission de battre en retraite mais ce dernier refuse, lui demandant de tenir ses positions.
Le 28 décembre, les Soviétiques prennent Koziatyn après plusieurs heures de combat. Korosten tombe le 29 et Jytomyr le 31. Berdytchiv se retrouve alors encerclée par l'Armée rouge et les renforts allemands dans le secteur sont stoppés par l'offensive de Kirovohrad.
Selon les rapports soviétiques, 2 204 panzers furent détruits et 100 000 soldats allemands tués ainsi que 7 000 autres capturés.

#### OffensiveKirovohrad

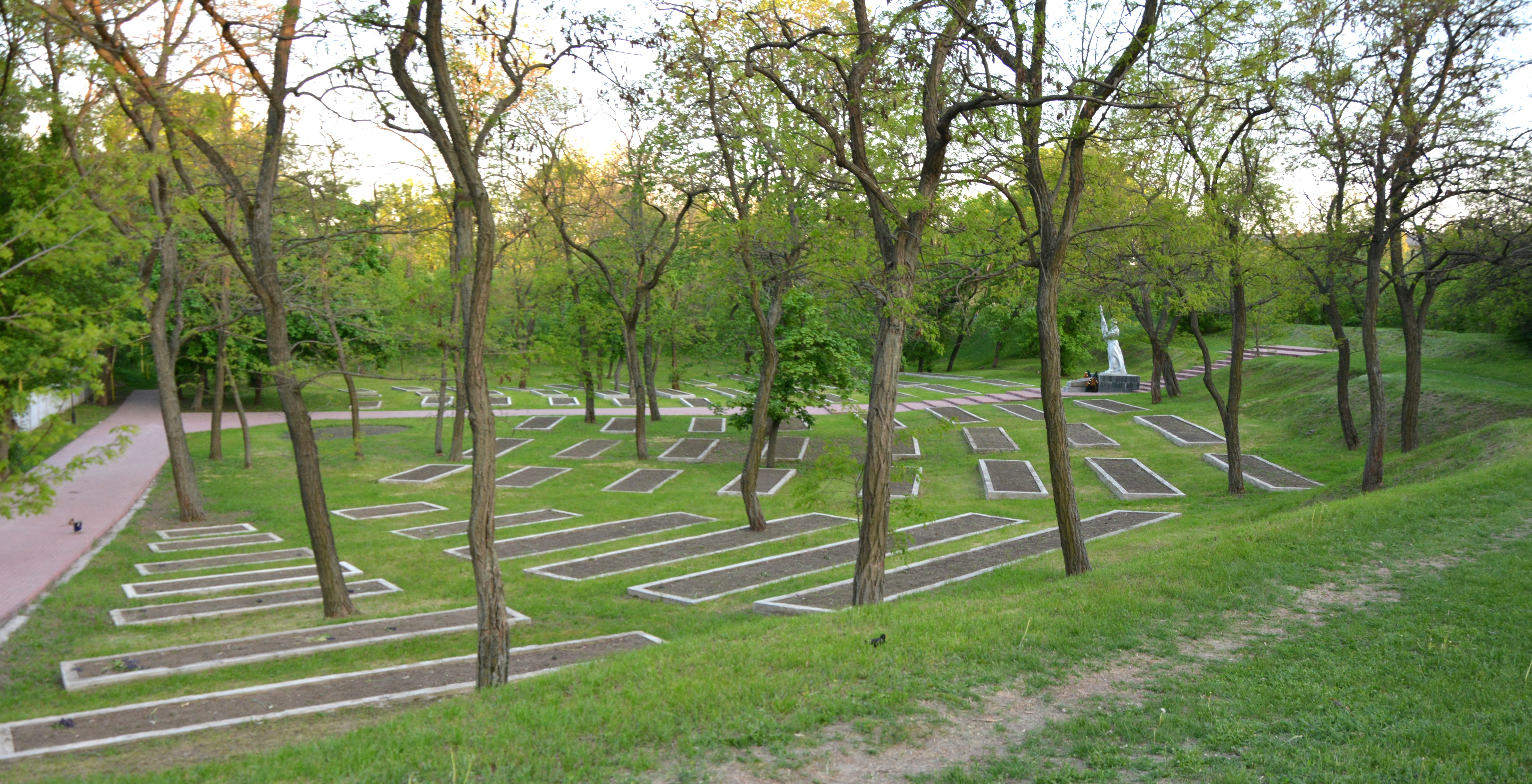
Tombes des victimes de l'occupation nazie à Kropyvnytskyï

Le 2e front ukrainien d'Ivan Konev lance une offensive en direction de Kirovograd le 5 janvier 1944 permettant de stopper le IIIe Panzer-Korps tentant de renforcer la 4e Panzer-Armee attaquée par Vatoutine. Manstein demande une nouvelle fois à Hitler la permission de battre en retraite, mais celle-ci lui est encore refusée.

#### OffensiveRovno-Loutsk
Les troupes de Vatoutine continuent d'attaquer sur l'aile gauche allemande, progressant en direction de Lviv et de Ternopil, coupant la liaison entre le groupe d'armées Centre et le groupe d'armées Sud allemands ; par ailleurs ce dernier, dont l'aile droite est encore sur le Dniepr, est dangereusement étiré, un saillant étant apparu autour de Korsun.

#### OffensiveKorsoun-Chevtchenkivskyï

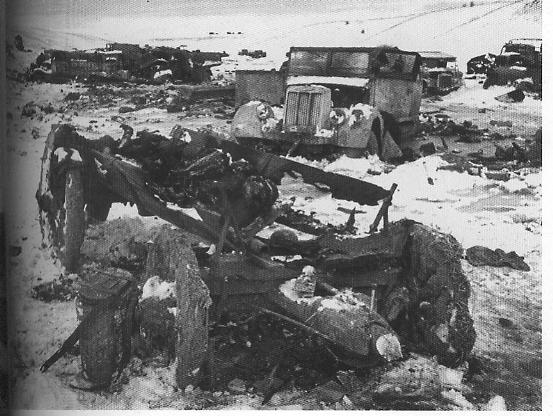
Équipement militaire allemand détruit après la prise de Korsoun.

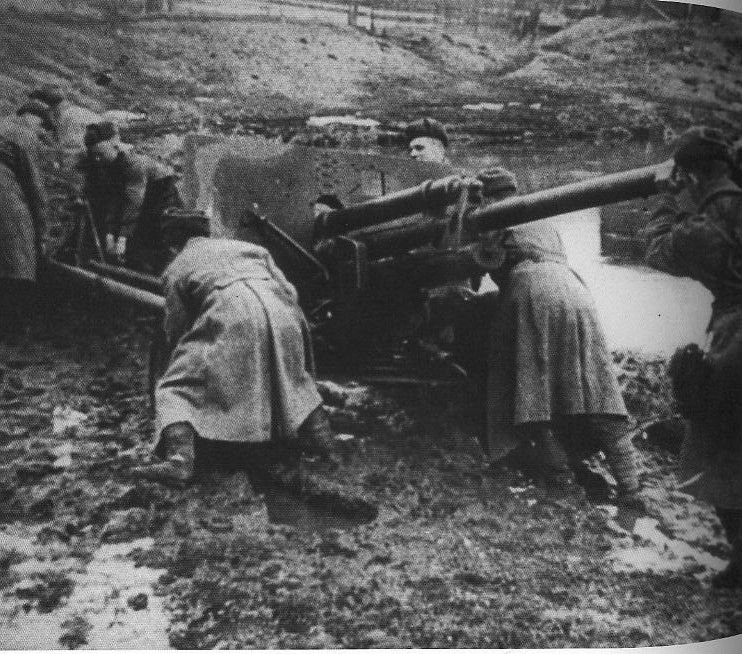
Canon anti-char soviétique.

Les Soviétiques déplacent ainsi leur effort principal plus au sud en attaquant de part (à l'ouest : 1er front ukrainien contre 1re Panzer-Armee) et d'autre (à l'est : 2e front ukrainien contre 8e Armee) de la base de ce saillant le 24 janvier 1944. Les troupes soviétiques font rapidement leur jonction, encerclant au moins 60 000 hommes.
Débute alors une féroce bataille, surnommée « Petit Stalingrad », qui prend fin le 17 février 1944, jour où le saillant est évacué par une contre-offensive allemande venue du sud. Environ 30 000 hommes échappent ainsi à l'encerclement mais en abandonnant leur armement lourd, tandis que 18 000 autres ont été faits prisonniers par les Soviétiques.

#### OffensiveNikopol-Krivoi Rog
Lancée par le 3e front ukrainien contre le groupe d'armées A d'Ewald von Kleist, elle mène à la destruction du saillant autour de Nikopol et de Krivoi Rog, encerclant les défenseurs allemands et mettant un terme aux opérations minières de la Wehrmacht dans le secteur, nécessaires à son effort de guerre.
L'offensive est cependant ralentie à la fin février 1944, les Soviétiques préparant les plans de la seconde phase de l'offensive Dniepr-Carpates, à plus grande échelle que la première phase.

### Seconde phase
Elle peut se diviser en 5 offensives, tout comme la première phase.

#### OffensiveProskurov-Tchernivtsi

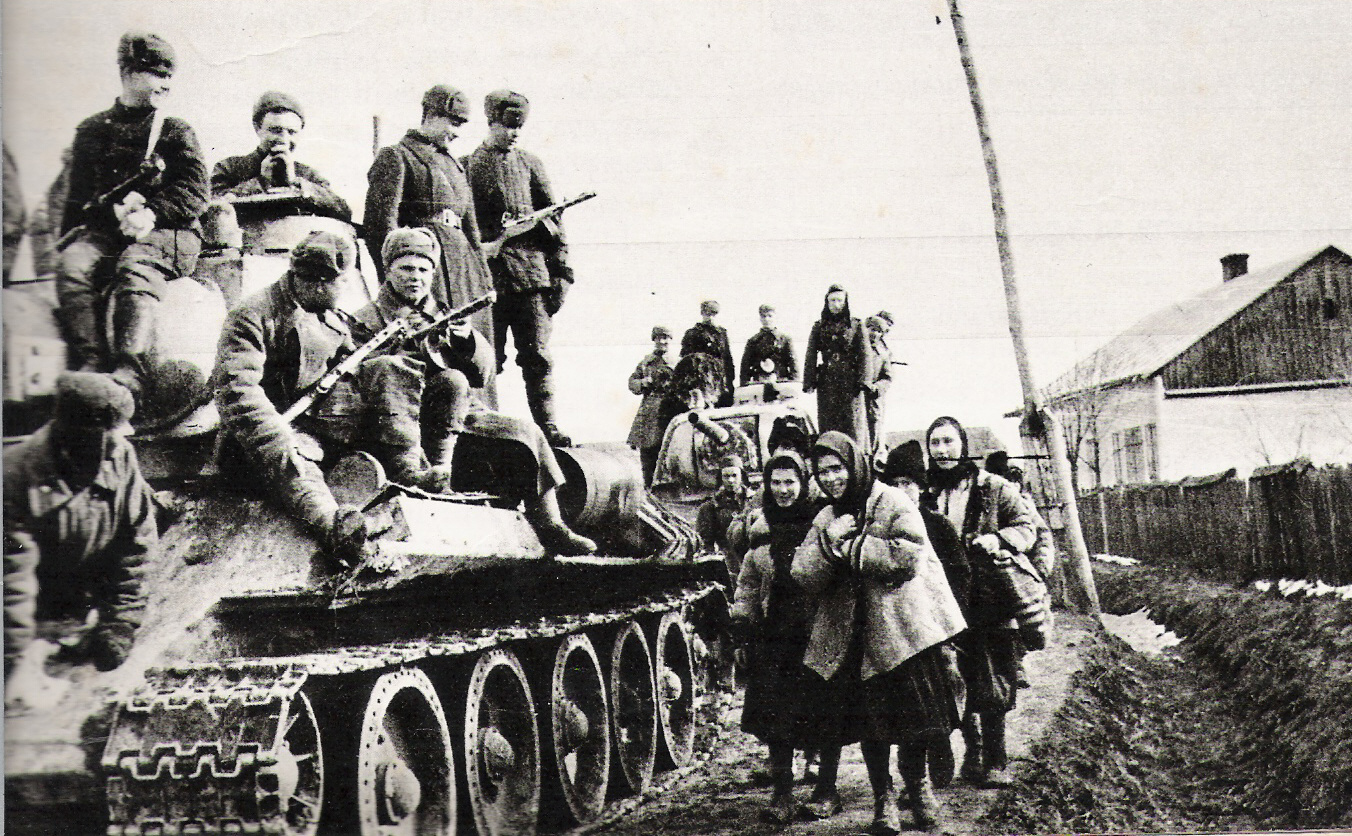
Troupes soviétiques en Ukraine, 1944.

Après le ralentissement de la progression soviétique à la fin février, l'Oberkommando des Heeres, commandement suprême de la Heer, armée de terre de la Wehrmacht, pensait que toute offensive soviétique supplémentaire dans ce secteur serait improbable. Cependant les Soviétiques planifient une offensive, avec six armées blindées stationnées en Ukraine. Le 4 mars, l'offensive est lancée par le 1er front ukrainien de Gueorgui Joukov avec un barrage d'artillerie intense, prenant les Allemands par surprise. En raison du terrain très boueux, les troupes allemandes ne peuvent rester mobiles et les Soviétiques disposent d'un grand nombre de blindés et de camions de transport, leur donnant un avantage certain qui aura raison de la défense allemande.
Selon les rapports soviétiques, les Allemands et les Roumains ont perdu 183 310 hommes, 24 950 capturés et 2 187 chars mis hors de combat. Les pertes soviétiques étaient quant à elles estimées à 220 000 tués, 180 000 blessés et 71 000 disparus.

#### OffensiveOuman-Botoșani

Les plans soviétiques lors de l'offensive d'Ouman-Botoșani.

Le 5 mars 1944, Ivan Koniev lance l'offensive, avançant rapidement et coupant les lignes de ravitaillement de la 1re Panzer-Armee après avoir capturé Tchortkiv le 23 mars. Le 10 mars, le 2e front ukrainien neutralise deux Panzer-Korps lors de la prise d'Ouman.

#### OffensiveBereznegovatoye-Snihourivka
Elle est lancée le 6 mars, alors que le maréchal soviétique Fiodor Ivanovitch Tolboukhine avait été détaché afin de lancer les préparatifs de la libération de la Crimée qui aura lieu en avril-mai 1944.
La 1re Panzer-Armee, à présent commandée par le général allemand Hans-Valentin Hube, se retrouve totalement encerclée le 28 mars et établit des positions défensives de style « forteresses ». Les lignes de défense allemandes parviennent à tenir jusqu'à l'arrivée de renforts du IIe SS-Panzer-Korps, premier transfert de troupes sur le front de l'Est depuis la directive no 51 du Führer.
Les services de renseignement militaires soviétiques ignoraient totalement l'arrivée du IIe SS-Panzer-Korps. Les troupes allemandes se déploient alors plus à l'ouest, contrairement aux plans soviétiques qui prévoyaient que ces dernières se seraient avancées au sud, consolidant leurs positions avec la 4e Panzer-Armee. Malgré ce succès limité, Hitler blâme ses généraux pour le succès stratégique de l'offensive soviétique et limoge Manstein et von Kleist, commandants respectivement du groupe d'armées Sud et du groupe d'armées A, les remplaçant respectivement par Walter Model et Ferdinand Schörner et les renommant en Groupe d'armées Nord Ukraine et Groupe d'armées Sud Ukraine, indiquant son intention de reprendre les territoires perdus.
Selon les rapports soviétiques, entre les 6 et 16 mars 1944, l'Allemagne a perdu 36 800 soldats durant cette offensive ainsi que 13 859 capturés et 275 chars détruits.

#### OffensivePolésie
Au sud de l'Ukraine, le 3e front ukrainien progresse vers Odessa et la Transnistrie sous contrôle roumain. Après trois jours de combats acharnés, la 8e armée de la Garde avance de 8 kilomètres et perce les positions de la 6e armée allemande. Cette dernière, malgré l'ordre de Hitler interdisant toute retraite, se replie derrière le Boug méridional le 11 mars, échappant de ce fait à l'encerclement soviétique. Le 21 mars, des lignes défensives improvisées sont établies. Une semaine plus tard, le 28 mars 1944, sous les assauts incessants de l'Armée rouge, les Allemands abandonnent leurs positions.

#### Offensive Odessa

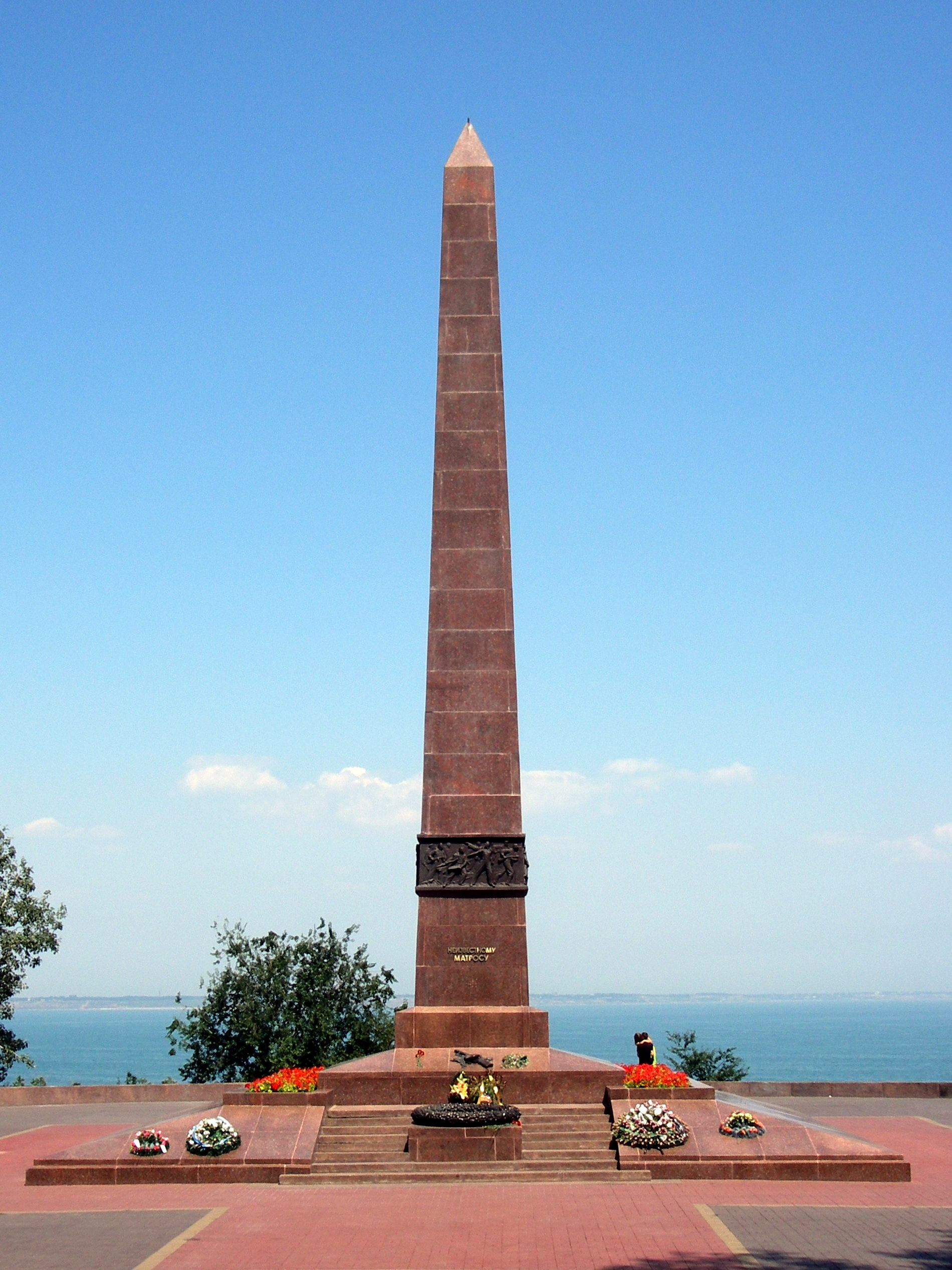
Mémorial d'Odessa.

À partir du 25 mars, le 3e front ukrainien est en mesure de lancer une offensive sur Odessa, opération finale de l'offensive. Le 2 avril 1944, la 8e armée de la Garde de Vassili Tchouïkov et la 46e armée soviétique attaquent les défenseurs allemands malgré la tempête de neige. Le 6 avril, les derniers soldats allemands sont isolés à Odessa et refoulés derrière le Dniestr. Les Allemands présents dans la ville se rendent aux Soviétiques le 10 avril. L'Armée rouge pénètre alors à proprement parler en Roumanie.
Selon les rapports soviétiques, entre le 25 mars et le 12 avril 1944, les pertes du Reich et de la Roumanie s'élevaient à 26 800 soldats tués, 10 680 autres capturés et 443 chars détruits.

## Conséquences
Les opérations ainsi que la libération de la Crimée infligent de lourdes pertes aux armées roumaine et allemande stationnées en Ukraine. Les lourdes pertes et la proximité des Soviétiques aux frontières roumaines poussent la Roumanie à engager des pourparlers de paix en secret à Moscou avec le gouvernement de l'URSS.

### Reconquêtes soviétiques
Les oblasts de Vinnytsia, Volhynie, Jytomyr, Kiev, Kirovohrad, Rivne, Khmelnitski et une partie de celui de Poltova ainsi que la RSS moldave sont libérés, soit un territoire total de 204 000 km2.

### Analyse moderne
Cette offensive n'est pas reconnue comme une grande victoire par les historiens occidentaux, qui portent plus d'intérêts aux petits succès de la 1re Panzer Armee, en particulier lors de la bataille de la poche de Kamianets-Podilskyï. Après la fin de la guerre, certains des commandants soviétiques impliqués sont disgraciés et Staline fait supprimer la plupart des références à l'opération.